# Куй (мифология)
Куй (кит. 夔) — многозначный персонаж в древнекитайской мифологии.

В «Шань хай цзине» («Книга гор и морей») описывается как одноногий бык пепельно-синего цвета, не имеющий рогов и обладающий способностью беспрепятственно ступать по морской глади, отчего небо моментально заволакивается дождевыми тучами и разыгрывается буря. В комментариях к «Повествованию о царствах» (ок. IV века до н. э.) упоминается, что куй умеет разговаривать, имеет человеческое лицо, обезьянье тело и единственную заднюю ногу. В некоторых древних источниках куй представлен в виде одноногого дракона, барабаноподобного существа, или духа деревьев и камней, обитающего в горах. Впоследствии, в классических текстах, образ куя-чудовища слился с именем Куя, легендарного музыканта, который изобрёл музыку и танцы при мифическом императоре Шуне, а словом куй-ню назвали дикого яка или буйвола.
В «Книге гор и морей» о куе говорится следующим образом:

В восточных морях есть «Гора перекатывающихся волн», выступающая в море на семь тысяч ли. На ней обитают звери, похожие на коров без рогов, с голубыми телами и одной ногой. Как только они входят в воду или выходят из неё, тут же поднимается ветер и начинается дождь. Их ослепительный блеск подобен солнцу и луне, а голос — раскатам грома. Зовутся они куй. Хуан-ди поймал нескольких из них и сделал из их кожи барабаны. Когда в эти барабаны ударяли костями куй, грохот разносился на пятьсот ли и приводил в трепет всю Поднебесную.
— Каталог гор и морей (Шань Хай цзин) — М.: Наука, 1977

## Трактовка
Образ одноногого куя интерпретируется как мифическое описание водяного смерча.

## Мифологические параллели
Помимо куя (夔), в китайской мифологии присутствуют и другие одноногие существа. В частности, Карр сравнивает куя с чи (螭 — «безрогий дракон, горный демон)» и хуэй (虺 — «змея; питон)».
Два других персонажа по имени Куй в китайском фольклоре — это Куй Син 魁星 «карликовый бог экзаменов» и Чжун Куй (鍾馗 — «победитель привидений и демонов»).
Одноногий куй имеет ещё больше параллелей в сравнительной мифологии, среди персонажей, чьё имя заключало словосочетание «одна нога»:
- Эмпуса — чудовищное привидение в греческой мифологии.
- Иппон-датара (本踏鞴) — одноногий горный дух в японской мифологии.
- Патасола — вампир-гуманоид в колумбийском фольклоре.
- Саси — одноногий дух мальчика-негра из бразильского фольклора.
- Сциаподы (Скиаподы) — одноногие люди с огромной ступней в греческой мифологии[4].
- Фоморы — одноглазые, однорукие и одноногие персонажи ирландской мифологии.